# 苻洛
苻 洛（ふ らく、? - 385年）は、五胡十六国時代前秦の皇族。略陽郡臨渭県（現在の甘粛省天水市秦安県の東南）の出身。初代皇帝の苻健の甥（長兄の子）にあたる。兄に苻黄眉・苻菁・苻重ら。子に苻朗がいる。

## 生涯

### 代を伐つ
勇敢にして力が強く、座ったままで奔牛を制する程の力を持ち、さらに鉄板を穿つ程の射術を持っていた。
時期は不明だが、安北将軍・幽州刺史に任じられ、行唐公に封じられた。
376年10月、前秦君主苻堅より北討大将軍に任じられ、幽州・冀州の兵10万を率いて代の攻略を命じられた。また、并州刺史倶難・鎮軍将軍鄧羌・尚書趙遷・李柔・前将軍朱肜・前禁将軍張蚝・右禁将軍郭慶らが東は和龍より、西は上郡より出陣し、総勢20万の兵が苻洛軍に合流した。苻洛は鉄弗部大人劉衛辰を嚮導（行軍の案内役）とし、代へ侵攻した。
11月、代王拓跋什翼犍は白部・独孤部に迎撃を命じたが、苻洛はいずれも撃破した。さらに、南部の大人劉庫仁は10万の兵を率いて苻洛を阻んだが、苻洛はこれにも大勝した。その為、拓跋什翼犍は諸部を率いて陰山の北へ逃走したが、高車の反乱に遭ったので漠南まで撤退した。12月、苻洛は軍を一旦後退させ、君子津に駐屯した。これを受け、拓跋什翼犍は雲中へ帰還したが、間もなく子の拓跋寔君に殺害されてしまった。その為、代の王族や官僚は前秦軍へ亡命すると、事の次第を告げた。これを聞いた苻洛は、李柔と張蚝に兵を与えて雲中へ急行させた。君主不在の代国に抗う力は無く、軍は逃潰してしまった。これにより、苻洛は代の併呑を成し遂げた。功績により、征北将軍を加えられた。
拓跋什翼犍の諸子には拓跋窟咄という人物がおり、立派に成長していた。その為、苻洛は彼を長安に遷らせると、同時に苻堅へ書を送り、拓跋窟咄を太学に入れさせた。

### 反乱を起こす
苻洛はかねてより苻堅から嫌われており、また兄の北海公苻重は洛陽で謀反を起こしたことがあったので、大いに警戒されていた。その為、苻洛は常に辺境の地に追いやられ、州牧の任にあたっていたので、これを快く思っていなかった。
代の平定後、苻洛はその功績をもって開府儀同三司を望んだが、苻堅はこれを許さなかった。このため、苻洛の不満はいっそう募ったという。
380年3月、苻洛は使持節・都督益寧西南夷諸軍事・征南大将軍・益州牧に任じられ、伊闕から襄陽へ向かい、さらに漢水を遡上して成都に着任するよう命じられた。これを知った苻洛は属官らへ「我は帝室の至親（近親）であるのに、主上（苻堅）からは将相の任を授けられることもなく、常に辺境に棄てられてきた。ようやく代を滅ぼして基盤を築いたというのに、今度は西の果てへ行けとのことだ。しかも、我には京師（長安）を通過することすら許されていない。これは必ずや密かに計を設けており、（荊州刺史として襄陽を鎮守している）梁成に命じて我を漢水に沈めるつもりであろう。罪人として縛られ、晋陽での一件をなぞるよりも、社稷を匡正すべき（苻堅の誅殺を指す）だと思うが諸君はどう考えるか」と問うた。これに幽州治中平規は、吉兆の類が出現したと適当な事を述べ、苻洛へ「湯王・武王は暴虐を払って徳義を敷く事で国の基盤を固め、斉桓・晋文は禍を福としました。今、主上は昏暴の主君とはいえませんが、連年に渡り戦を続けており、これは『武徳を穢す』と言うべきものです。民は戦に疲弊し、9割が休息を求めております。もし明公（苻洛）が義旗を振りかざすならば、必ずや多くの民が集うことでしょう。今、明公は燕全土を掌握し、北は烏桓・鮮卑、東は高句麗・百済までもがその傘下に入り、動員する兵は50万をゆうに越えております。何もせずに不測の災を待つなど、馬鹿げているとは思いませんか！」と述べ、挙兵するよう勧めた。苻洛は袂を広げて大声を挙げると「我が計は決した。拒む者は斬る！」と宣言し、大都督・大将軍・秦王を自称した。
平規を輔国将軍・幽州刺史に任じて謀主とし、玄菟郡太守吉貞を左長史に任じ、遼東郡太守趙讃を左司馬に任じ、昌黎郡太守王蘊を右司馬に任じ、遼西郡太守王琳・北平郡太守皇甫傑・牧官都尉魏敷らを従事中郎に任じた。さらに、鮮卑・烏桓・高句麗・百済・新羅・休忍などの諸国に使者を派遣して徴兵し、また兄の苻重には兵3万を与えて薊を守らせた。だが、諸国はみな「我らは天子（苻堅）の藩国である。行唐公（苻洛）の反逆に従うことはない！（自分達への指揮権を苻洛に与えた苻堅に反逆するためにその指揮権を用いるのは筋が通らない）」と述べて応じなかったので、苻洛は大いに恐れて造反を中止しようと考えたが、躊躇して決断できなかった。
王蘊・王琳・皇甫傑・魏敷は反乱が失敗したと見切りを付け、苻堅に密告しようとしたので、苻洛は先んじて彼らを処刑した。吉貞・趙讃は「諸国が従わない今、当初の計画と乖離を生じております。もし、明公が益州への出征を憚られているのでしたら、使者を派遣して主上へここへ留まることを請願しましょう。主上もきっとお聞き届け下さるかと存じます」と反乱の中止を進言したが、苻洛はこれに従うことができなかった。また、平規は「造反が暴露するのは時間の問題であり、今更どうして中止できましょうか！ここは詔を受けたと称して幽州の兵を集め、南進して常山へ出るべきです。そうすれば、陽平公（苻融）が必ずや迎撃するでしょうから、これを捕らえて冀州を占領し、関東の兵を結集して西を図るのです。そうすれば、天下は指をさすだけで定まることでしょう」と勧めると、苻洛はこれに従った。
4月、苻洛は7万の兵を率いて和龍を出発し、苻重もまた薊城の全軍10万を挙げて苻洛に呼応し、中山に駐屯した。苻洛の反乱を聞いた苻堅は、和龍へ使者を派遣して苻洛を咎めたが、もし乱を収めて領地へ帰るならば、幽州を世襲の封土とすることを約束した。だが、苻洛は使者へ「汝は帰って東海王（かつて苻堅は東海王であった）へ伝えるように。幽州はいささか偏狭であり、万乗（皇帝）を迎えるには不足している。我は秦中へ向かい、高祖（苻健の廟号）の業を成し遂げる。もし我を潼関にて出迎えるならば、上公の爵を与えて本国に帰してやろう」と告げた。苻堅はこれに激怒し、左将軍竇衝・歩兵校尉呂光に四万の兵を与えて討伐を命じ、さらに右将軍都貴を鄴へ急ぎ派遣して冀州軍3万を与えて前鋒とし、苻融を征討大都督として全軍を統括させ、屯騎校尉石越にも騎兵1万を与えて東萊から石陘へ向かわせ、共同で和龍を攻撃させた。
5月、苻洛は竇衝らと中山において交戦したが、大敗を喫してしまい、将軍蘭殊と共に捕らえられて長安へ送られた。苻重は薊城へ逃走したが、呂光の追撃を受け斬り殺された。石越もまた和龍を攻略し、平規を処断した。これにより幽州は平定された。
苻堅は苻洛の罪を赦し、涼州の西海郡へ流した。

### 最期
383年、淝水の戦いにより前秦が崩壊すると、涼州刺史梁熙は西域から帰還して来た安西将軍呂光と対立するようになった。この時、美水県令張統は梁熙へ、苻洛を盟主に推戴するよう勧めたが、梁熙はこれを容れなかった。逆に苻洛は警戒されるようになり、間もなく殺害されてしまった。